# Phytomyptera yemenensis
Phytomyptera yemenensis là một loài ruồi trong họ Tachinidae.